# Ачадовское дело
«Ачадовское дело», сфабриковано в 1929 органами ОГПУ уголовное дело против крестьян и священников сёл и деревень Ачадовского района (в 1934 вошёл в Зубово-Полянский, ныне Республика Мордовия), якобы саботировавших хлебозаготовки, организацию колхозов.
Всё началось со стихийного выступления жителей села Тарханская Потьма против непомерного для них объёма хлебозаготовок. Последовали аресты «активистов правоуклонистского, контрреволюционного мятежа». В декабре 1990 Президент ВС МАССР по протесту прокурора республики отменил постановление ОГПУ от 1929 за отсутствием состава преступления. Реабилитированы все репрессированные по этому делу.